# フーリー・バ
フーリー・バ（Houleye Ba、1992年7月17日 - ）はモーリタニアの陸上競技選手。専門は短距離走、中距離走。2016年のリオデジャネイロオリンピックの女子800mに出場し、予選敗退ながら自己ベストを更新した。2021年の東京オリンピックでは女子100mに出場し、予備予選敗退ながら自己ベストを更新した。

## 主な戦績
| 年   | 大会         | 開催地           | 種目 | 順位                | 記録      | 備考     |
| ---- | ------------ | ---------------- | ---- | ------------------- | --------- | -------- |
| 2016 | オリンピック | リオデジャネイロ | 800m | 予選敗退 (64位)     | 2分43秒52 | 自己記録 |
| 2021 | オリンピック | 東京             | 100m | 予備予選敗退 (71位) | 15秒26    | 自己記録 |

## 記録
| 種目 | 記録      | 年月日        | 場所             | 備考 |
| ---- | --------- | ------------- | ---------------- | ---- |
| 100m | 15秒26    | 2021年7月30日 | 東京             |      |
| 800m | 2分43秒52 | 2016年8月17日 | リオデジャネイロ |      |